# Oberes Schloss (Greiz)

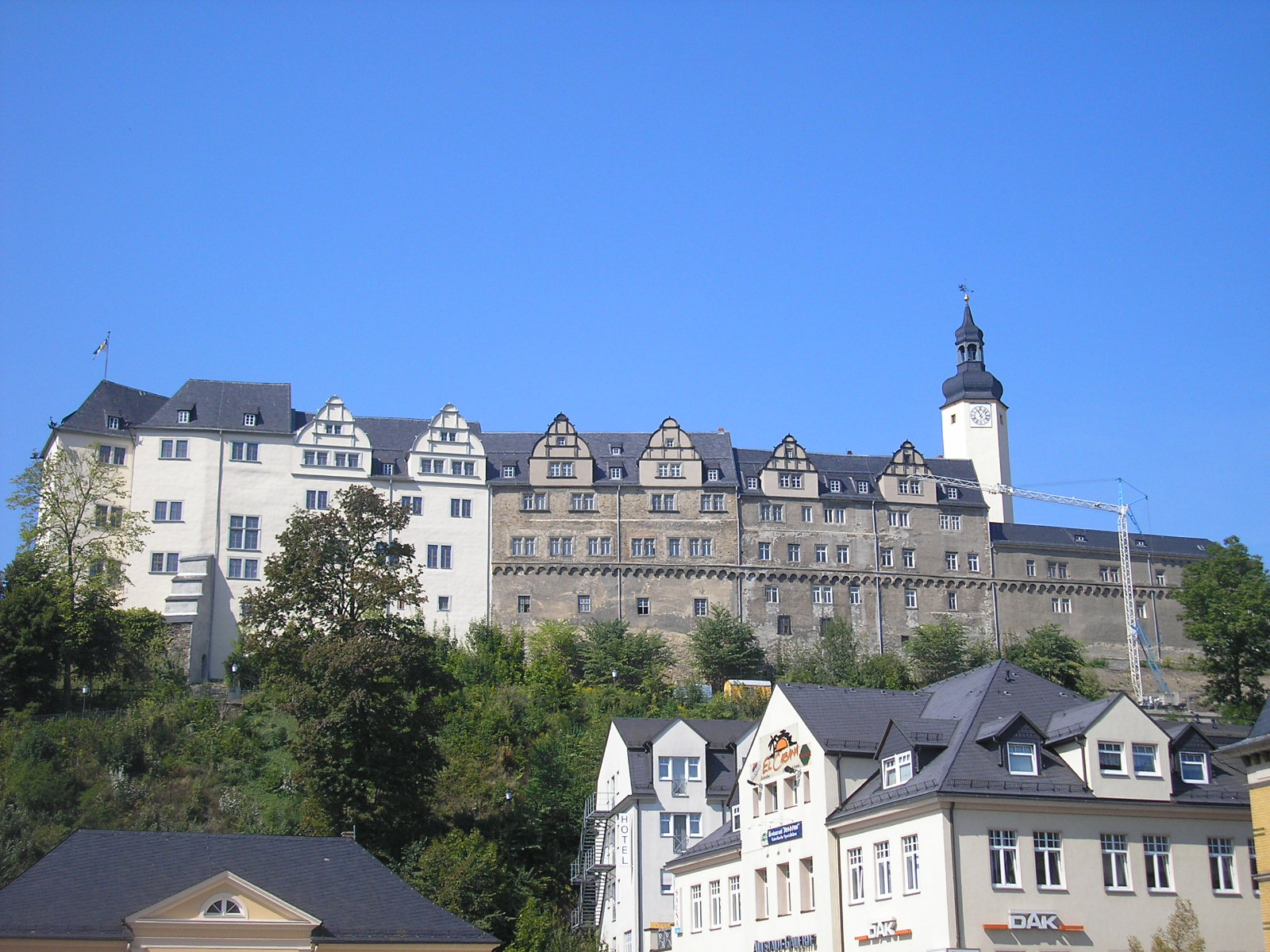
Das Obere Schloss in Greiz

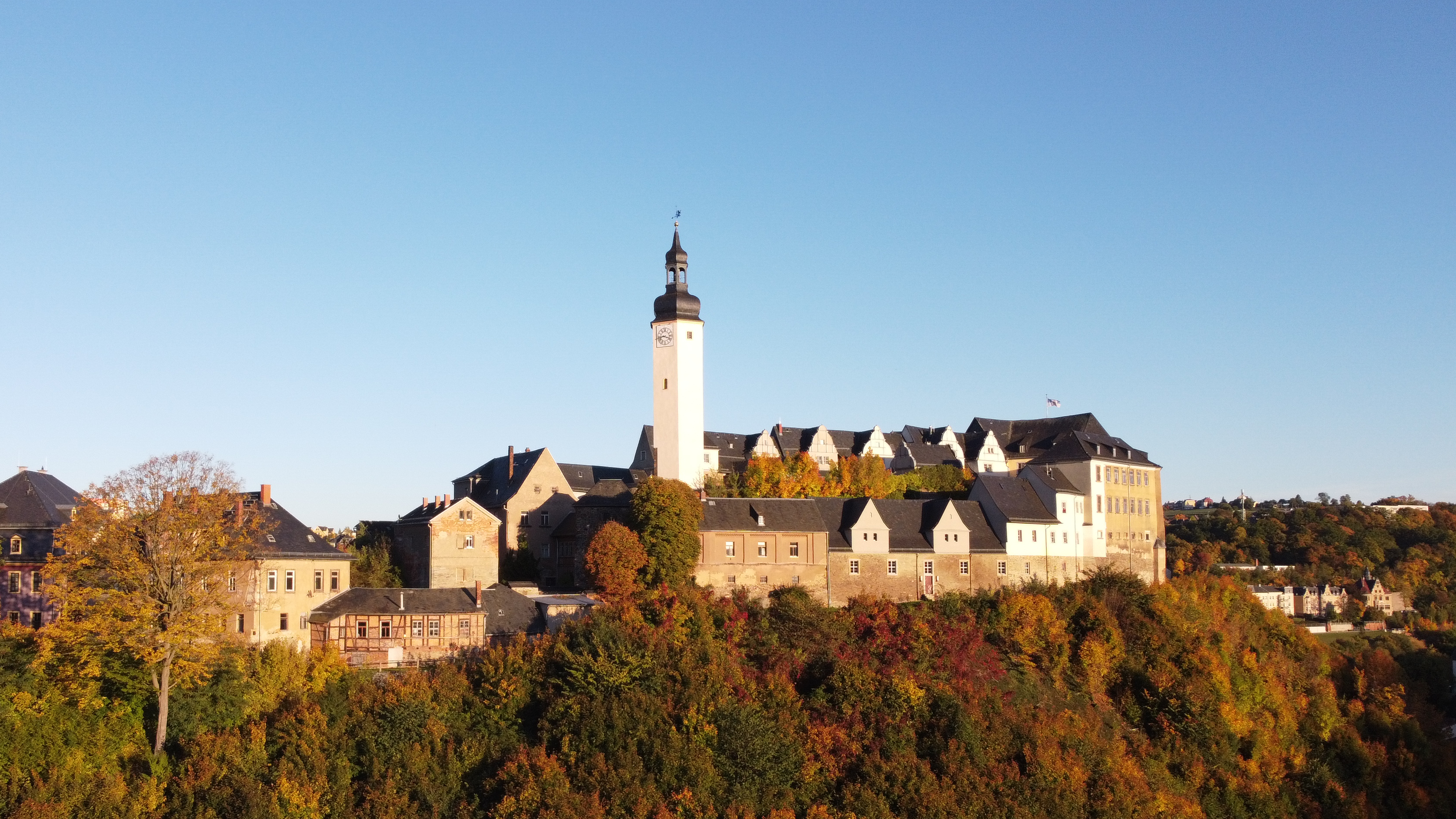
Luftaufnahme, 2022

Das Obere Schloss ist das Wahrzeichen der thüringischen Stadt Greiz. Es ist ein architektonisch wertvolles und markantes Kulturdenkmal.
Die ersten urkundlichen Erwähnungen einer dort von den Vögten von Weida und Plauen errichteten Greizer Burganlage fallen bereits in die Jahre 1209 und 1225. Auch wenn sich im Laufe der Zeit die Funktion der Anlage hin zur Repräsentation gewandelt hat, zeigen sich auch heute noch an einigen Stellen Reste der alten Burgbefestigung.

## Geographische Lage
Das obere Schloss wurde auf einem 50 Meter hohen länglichen Bergkegel aus Tonschieferfels im Tal der Weißen Elster errichtet. Der Schlossberg wurde im Süden und Westen durch diesen Fluss geformt und war ursprünglich mit dem Ost- und Nordhang des Elstertals verbunden, auf dem heute der Ortsteil Irchwitz liegt. Die Gräßlitz formte den Berg von Osten und Norden, wo sie in die Weiße Elster mündete. Der Schlossberg als einzeln stehende Erhebung entstand beim Durchbruch der Gräßlitz durch den südlich gelegenen Prallhang.
Die Greizer Altstadt schließt sich südöstlich direkt an den Schlossberg an. Nach Süden hin liegen Geschäfts- und Wohnhäuser, die teilweise in den Fels gebaut wurden, sowie weiterhin die Weiße Elster und auf der gegenüberliegenden Flussseite die Neustadt. Im Westen und Nordwesten des Schlosses schließt sich der Greizer Park an.
In der Kategorie der Höhenburgen kann das Obere Schloss als Gipfelburg angesehen werden, da es zu allen Seiten durch steile Hänge vom Tal abgegrenzt ist.

## Erscheinungsbild und Aufbau
Von Süden her erscheint das Schloss als ein einfaches hohes Haus. Die Renaissancegiebel des Ostflügels stellen dagegen den schlossartigen Charakter der Anlage dar, während sie von Norden und Westen her bis heute wie eine mittelalterliche Burg wirkt.
Die hauptsächlich zusammenhängenden Gebäude des umfangreichen Komplexes erstrecken sich in Form einer Ellipse von NNW nach SSO. Dabei umschließen sie den oberen Schlosshof sowie die Spitze des Bergkegels, auf welchem der Bergfried steht, komplett. Der Zugang zu dieser Felsenspitze erfolgt über ein Treppenhaus in einem Querflügel, welcher auch den oberen Schlosshof in nördliche Richtung abschließt.
Nördlich des oberen Schlosshofs bestehen zwischen Felsen und Außengebäuden auf beiden Seiten gepflasterte Wege. Diese führen durch einen Zwinger zum unteren Schlosshof. Dieser ist von mehreren nicht zusammenhängenden Gebäuden begrenzt – dem Torhaus, dem heutigen Stadtarchiv und noch heute als solche genutzten Wohngebäuden. Von hier aus führen Wege auf allen Seiten des Berges in die Stadt und zum Greizer Park.
Von einem südlichen Ausgang führte über eine Brücke ein Verbindungsweg zu einem Turmgebäude, das sich an der südlichsten Spitze des Berges befand. Nach diesem Bauwerk wird der dortige Garten heute als Untere Schanze bezeichnet.

## Geschichte

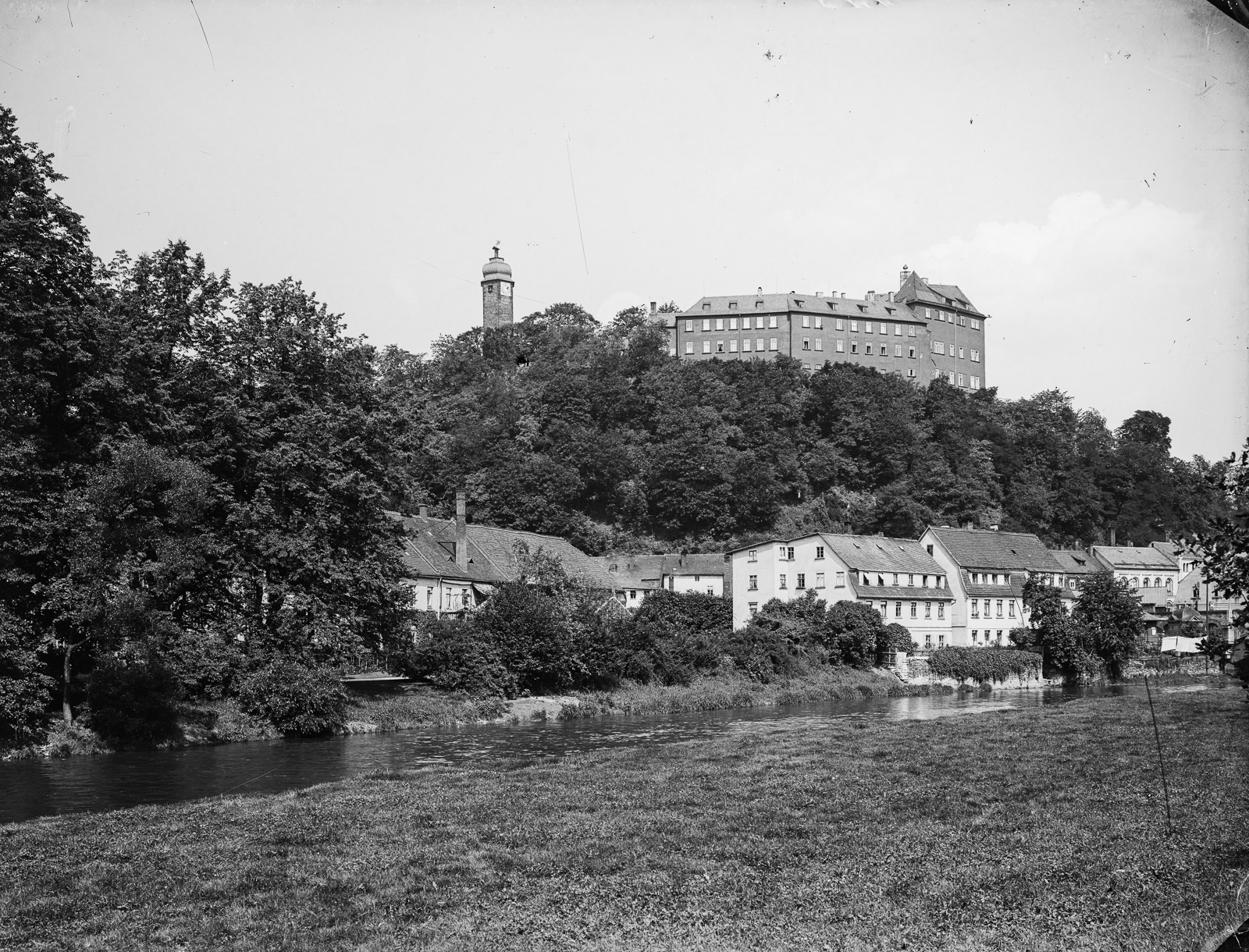
Blick über die Weiße Elster zum Oberen Schloss (um 1925)

Seit dem beginnenden 13. Jahrhundert war die Burg Residenz der Vögte von Weida und Plauen und später der reußischen Herren. Unter den beiden Söhnen von Heinrich III. Reuß, dem Älteren, Herrn von Plauen und Greiz (1350–1368), entstanden infolge einer Erbteilung getrennte Hofhaltungen im Vorderen und Hinteren Schloss. 1564 führte eine erneute Erbteilung zur Entstehung der Herrschaften Ober-Greiz und Unter-Greiz (letztere mit Residenz im Unteren Schloss). Graf Heinrich XI. Reuss zu Obergreiz erbte 1768 auch Unter-Greiz und wurde 1778 in den Reichsfürstenstand erhoben, als Fürst Reuß älterer Linie.
Nach einem Blitzschlag am 3. Juni 1540 brannte die Burg fast vollständig nieder und wurde anschließend schrittweise wieder neu errichtet. Von ca. 1620 bis 1625 erhielt der Bergfried auf dem isolierten Felskegel seine jetzige Gestalt. Die Umgestaltung der Burg zur gräflichen Residenz erfolgte von 1697 bis 1714. Dabei wurde u. a. der größte Teil der Wehranlage beseitigt. Durch zahlreiche Neu- und Anbauten im spätbarocken Stil entstand in den Jahren 1733 bis 1753 der untere Schlosshof in seiner heutigen Gestalt. In einer Stadtansicht von 1714 ist erstmals der Zufahrtsweg von der Stadt aus zu sehen. Dieser Weg entstand in der Zeit von 1705 bis 1737 in seiner heutigen Form. Der ältere Haupteingang zur Burg befand sich am heutigen Stelzentor. Die Auffahrt zur Burg war ursprünglich nur von der Parkgasse aus möglich.

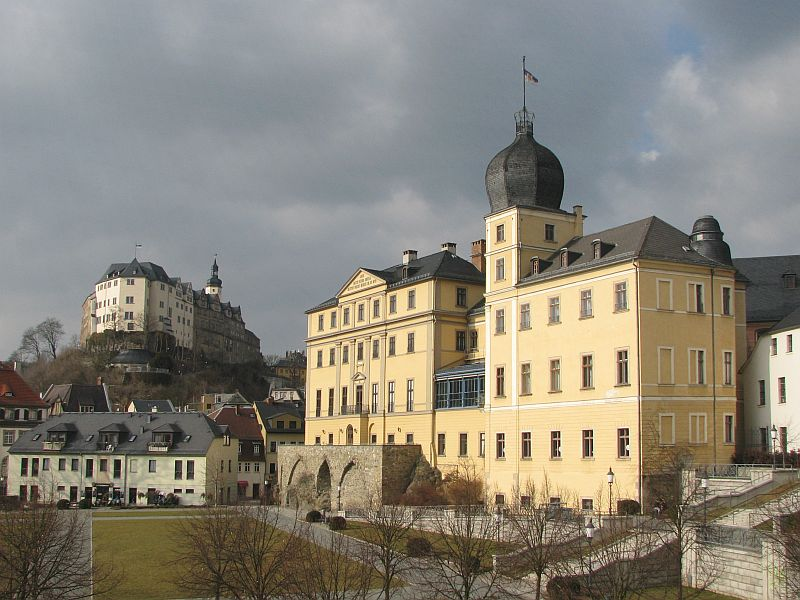
Die Anordnung des Oberen und Unteren Schlosses in Greiz

Nach dem Umzug der reußischen Fürsten 1809 in das nach dem Stadtbrand von 1802 wiederaufgebaute Untere Schloss Greiz wurde das Obere Schloss Sitz der Regierungsbehörden des Fürstentums Reuß ältere Linie. Dieses Fürstentum war übrigens die flächenmäßig kleinste Monarchie des 1871 gegründeten Deutschen Kaiserreiches. Im Zuge der Novemberrevolution 1918 dankten Fürst und Landesregierung ab, und das Obere Schloss wurde per Auseinandersetzungsvertrag in den Besitz des Volksstaates Reuß überführt. Schon im 19. Jahrhundert beherbergte das Obere Schloss viele Wohnungen. Bereits im Jahre 1884 erhielten die Einwohner den Status einer eigenen Schlossgemeinde mit eigenem Bürgermeister und Selbstverwaltung. Erst 1919 wurde diese Schlossgemeinde wieder in die Stadt Greiz eingegliedert. Noch heute dient ein Teil der Gebäude zu Wohnzwecken. Das Obere Schloss gehört der Stadt Greiz und wird in deren Auftrag seit 1991 saniert und restauriert.

## Literatur

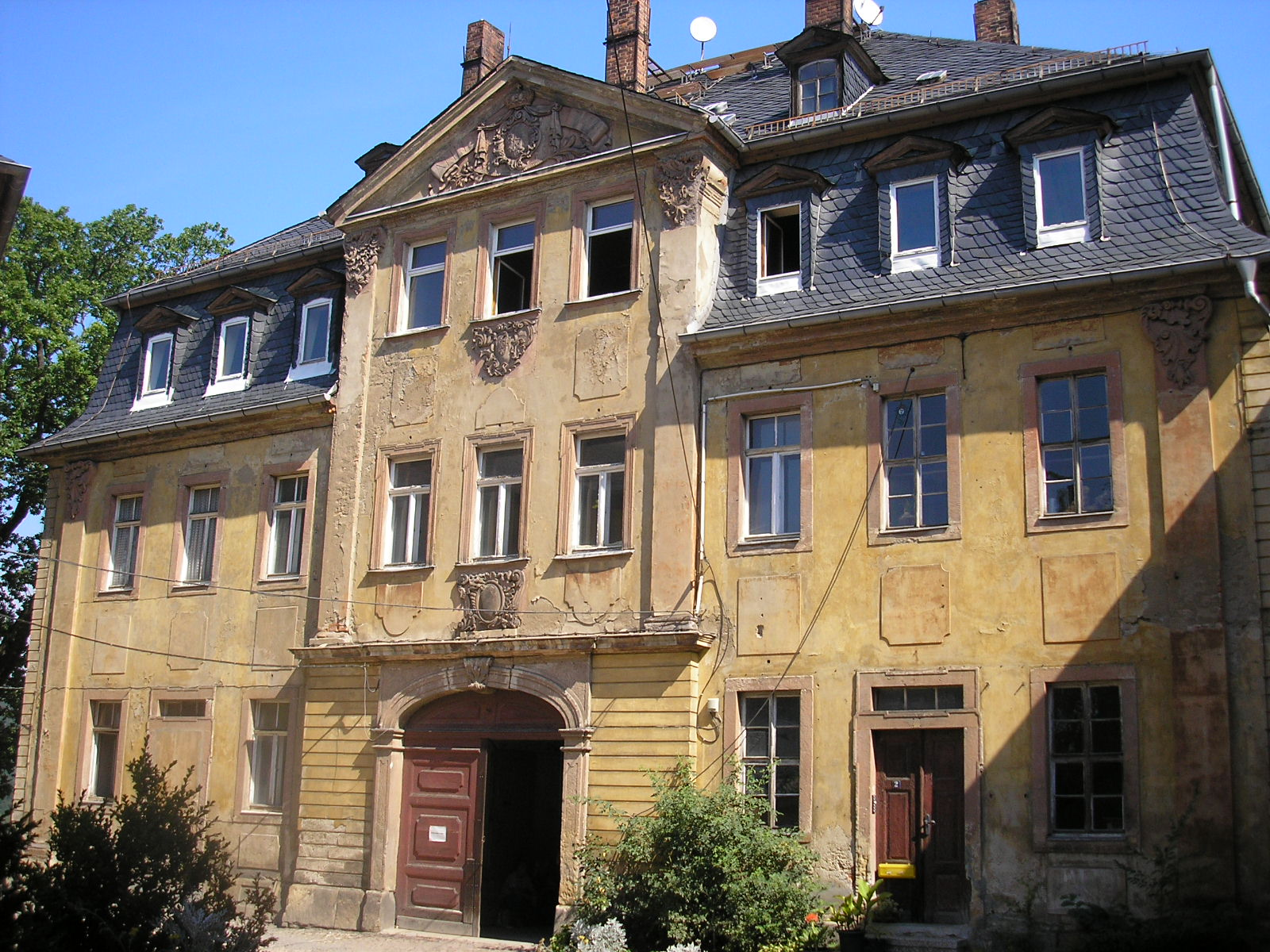
Noch unsaniertes Gebäude auf dem Schloss, 2007
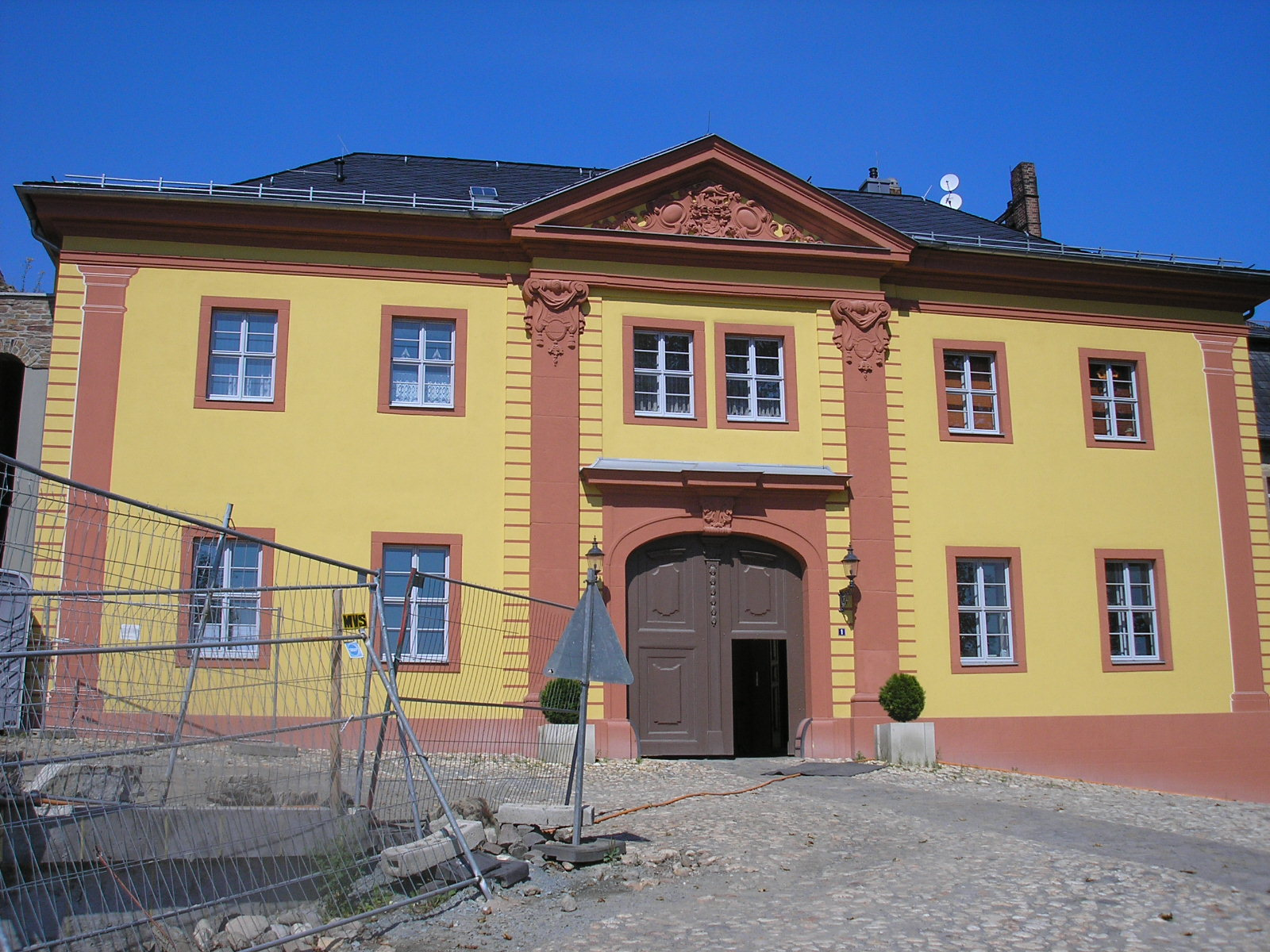
Saniertes Torhaus
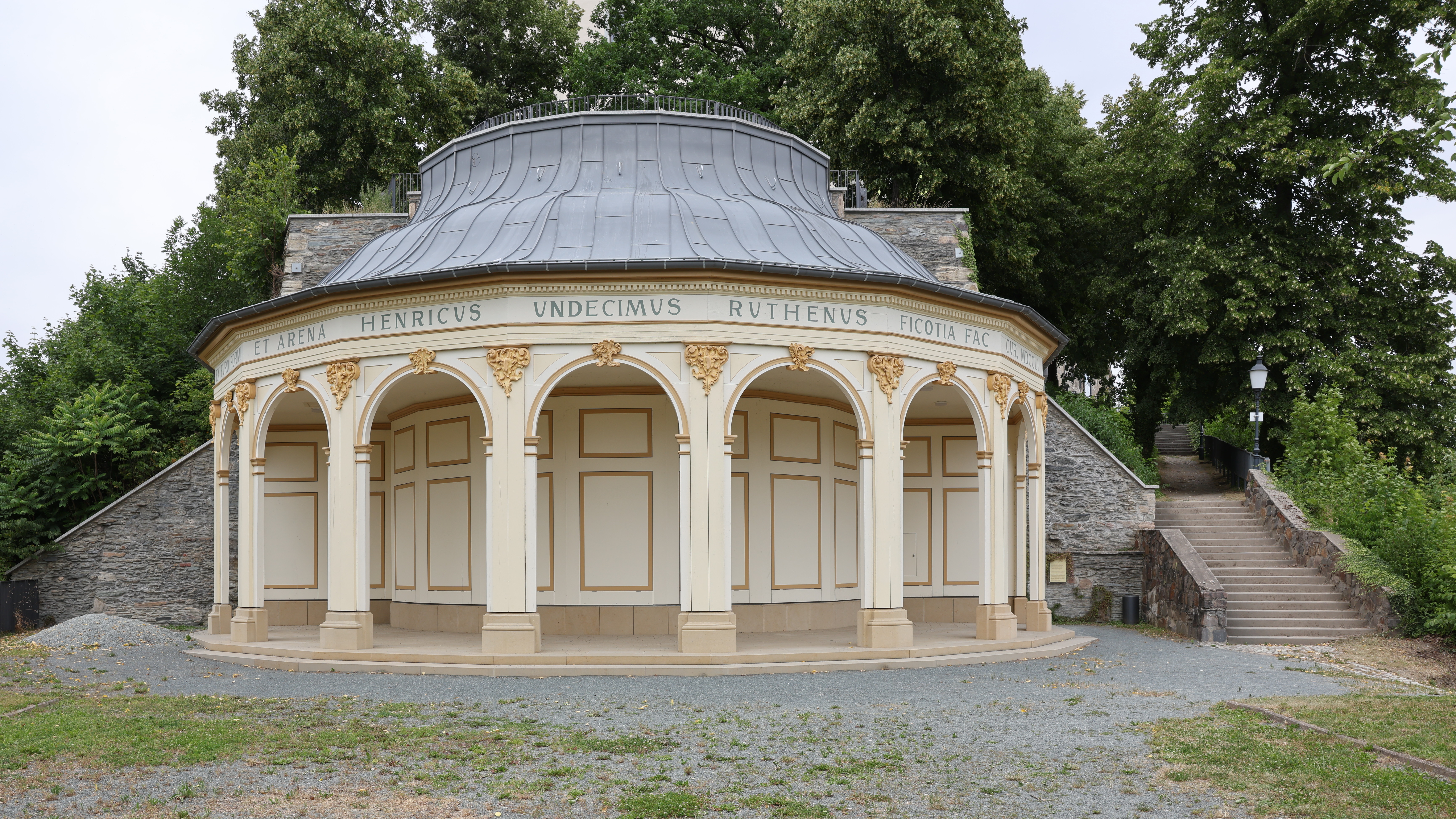
Schanzengarten
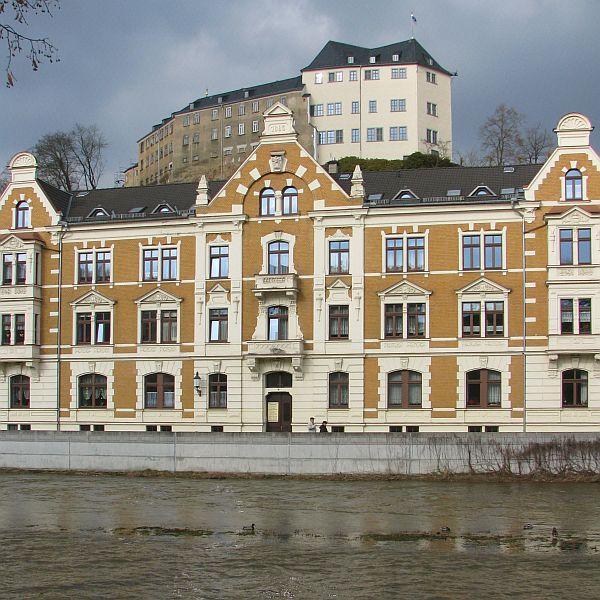
Das Obere Schloss oberhalb von der Weißen Elster und dem Elstersteig